# Hypothyris pyrippe
Hypothyris pyrippe är en fjärilsart som beskrevs av Carl Heinrich Hopffer 1874. Hypothyris pyrippe ingår i släktet Hypothyris och familjen praktfjärilar. Inga underarter finns listade i Catalogue of Life.